# Shoji Nishio
Shoji Nishio (prefectura d'Aomori (Japó), 5 de desembre de 1927 - 15 de març de 2005), va ser un professor japonès innovador d'Aikido i altres arts marcials.